# Halticopterella rampurensis
Halticopterella rampurensis är en stekelart som beskrevs av Sureshan 2001. Halticopterella rampurensis ingår i släktet Halticopterella och familjen puppglanssteklar. Inga underarter finns listade i Catalogue of Life.